# ゾンミちゃん
『ゾンミちゃん』は、UWAN PicturesおよびNEFT FILMが制作した、日本の3DCGアニメ。

## 概要
ゾンビの姉妹と一人の人間の少年との交流を描く「恋するゾンビのハートフルスプラッタコメディ」、グロかわ系オリジナルショートアニメ。
プレゼンテーション版とWebアニメ版が制作された。

## 登場人物
担当声優は、プレゼンテーション版 / Webアニメ版の順。
ゾンミちゃん
声 - 早川美穂 / 小倉唯
本作の主人公。四姉妹の三女。
ダイくん
声 - 三本木大輔 / 河西健吾
ゾンミちゃんのことが好きな人間の少年。
タナ都
声 - 北森玲衣 / 村瀬歩
四姉妹の次女。
ロメ子
声 - 斎藤夕瑛 / 儀武ゆう子
四姉妹の長女。
ネクロ
声 - 永江礼佳 / 新井里美
四姉妹の四女。
うじむしパパ
声 - 小泉豊
ゾンミちゃんの頭の中に住んでいる蛆虫一家の父親。

## アニメ
2015年開催の「第5回キャラクター&ブランドライセンス展」で公開されたプレゼンテーション版と、AnimeJapan2016で公開後、YouTubeに公開されたWebアニメ版がある。

### プレゼンテーション版
「第5回キャラクター&ブランドライセンス展」（2015年7月1日〜3日）にて公開。

#### スタッフ
- 企画原案 - UWAN Pictures[1]
- 音楽・音響制作 - jeux d'eau[1]
- 音響監督 - 小泉豊[1]
- アニメーション制作 - UWAN Pictures[1]
- オーディション協力 - HYPER VOICE[1]
- 製作・著作 - UWAN Pictures[1]

#### 主題歌
「恋のスパイス（プレゼンテーション版）」
早川美穂（Love&Light）による主題歌。作詞・作曲は中橋タカアキ。

### Webアニメ版
『ゾンミちゃん - ミートパイ オブ ザ デッド -』をAnimeJapan2016（2016年3月25日〜27日）にて公開後、2016年4月6日、YouTubeで公開。NEFT FILM初のオリジナルアニメである。続編の制作も予定されていたが、以降の公開は行われていない。

#### スタッフ
※本編クレジットに準拠
- 企画原案 - NEFT FILM[注 2]
- 音響制作 - jeux d'eau[2]
- 音響監督 - 山田陽[注 2]
- 音響効果 - 和田俊也[注 2]、スワラ・プロ[2]
- 録音調整 - 八巻大樹[注 2]
- 音響制作 - サウンドチーム・ドンファン[2]
- 監督 - しまお[注 2]
- アニメーション制作 - NEFT FILM[注 2]
- 制作デスク - 中島弘道[注 2]
- プロデューサー - 深瀬沙哉[注 2]
- スペシャルサンクス - 小泉豊[注 2]、Asunaro Art Works[注 2]
- 製作・著作 - NEFT FILM[注 2]

#### 主題歌
「恋のスパイス」
小野寺リーザによるオープニングテーマ。作詞・作曲は中橋孝晃。
「dreamer」
1er cru [一ノ瀬翠×ナカハシタカアキ]によるエンディングテーマ。作詞・作曲は中橋孝晃。